# Bitwa pod Lowosicami
Bitwa pod Lowosicami (niem. Lobositz) – starcie zbrojne, które miało miejsce w północnych Czechach 1 października 1756 r., pomiędzy wojskami pruskimi króla Fryderyka II i wojskami austriackimi podążającymi na odsiecz saskim sojusznikom otoczonym w obozie warownym pod Pirną.

## Strategia
Feldmarszałek Browne prowadził operację mającą na celu uwolnienie osaczonych pod Pirną wojsk saskich, natomiast wojska Fryderyka miały w tym przeszkodzić. Browne miał zamiar odciągnąć od Pirny jak największe siły pruskie, po czym wysłać silny 10–12-tysięczny oddział bez taborów i ciężkiej artylerii, który szybkim marszem po górskich ścieżkach miał dotrzeć w pobliże Pirny i połączyć się z Sasami. Swoją szansę w bitwie z Prusakami austriacki dowódca upatrywał w zajęciu silnej pozycji obronnej – taką znalazł pod Lovosicami nad Łabą. Browne oczekiwał króla pruskiego na równinie pod miastem dosłownie kilkaset metrów od wyznaczających granicę Pogórza Rudaw dwóch wzgórz – Lovoš na północy i Homolka na południu. Siły austriackie podzielone zostały na 2 części: na prawym skrzydle, na zachód od Lovosic naprzeciw wzgórza Lovoš znalazła się wzmocniona straż przednia (11 tys. piechoty i 3 tys. kawalerii) z zadaniem zamortyzowania lub powstrzymania uderzenia nieprzyjaciela. Na lewym skrzydle natomiast, naprzeciw wzgórza Homolka ugrupowały się siły główne (15 tys. piechoty i ponad 4 tys. jazdy). Front i obie flanki sił głównych ubezpieczane były przez strumień Modla i mokradła utrudniające dostęp do ich stanowisk.
Pruskie siły główne rozwinęły się między wzgórzami Lovos i Homolka. Mniej liczna piechota pruska rozwinęła się w jednej linii, a tylko na prawym skrzydle ustawiło się kilka batalionów w drugiej linii. Z powodu ciasnoty pola bitwy jazda pruska nie ustawiła się na skrzydłach, lecz za piechotą.

## Przebieg bitwy
Pierwsze strzały padły ok. godziny 7 rano. Wymieniły je ubezpieczenia austriackiego lewego skrzydła wysunięte pod Lovoš i pruska piechota straży przedniej. Ponieważ mgła utrudniała rozpoznanie Fryderyk sądził, iż ma do czynienia tylko z austriacką strażą tylną, którą postanowił odciąć i zepchnąć do Łaby. We mgle rozpoczął się wzajemny ostrzał artyleryjski, który przyniósł straty obu stronom (zginął dowódca austriackiej jazdy straży przedniej Julius Cäsar Radicati, zaś śmiertelnie ranni zostali pruscy generałowie Johan Christian Rühlemann von Quandt i Franz Ulrich von Kleist, który pozostał na placu boju pomimo urwanej nogi).
O godz. 11 pomimo utrzymującej się mgły Fryderyk postanowił uderzyć za pomocą jazdy, aby rozpoznać siły przeciwnika. Atak został odparty flankowym ogniem piechoty i kontruderzeniem austriackiej jazdy. Dopiero wtedy Fryderyk zorientował się, iż ma przed sobą poważniejsze siły niż sądził. Fryderyk rozkazał jeździe drugiej linii osłonić wycofujących się kolegów. Jednak z powodu niezrozumienia rozkazów (i wobec zamiaru pierwszego, jedynie rozpoznawczego uderzenia) – cała jazda pruska drugiej linii poszła do szarży. Przyłączyła się do niej wycofująca się jazda pierwszej linii. Doszło wówczas do największej szarży wojen śląskich z udziałem ok. 10 tysięcy kawalerzystów (z wyjątkiem 300 huzarów niemal cała konnica Fryderyka jaka była pod Lovosicami). Pruska kawaleria znalazła się w morderczym ogniu krzyżowym austriackiej piechoty, której z powodu mokradeł nie była w stanie dopaść. Jednocześnie do kontrnatarcia ruszyła jazda austriacka. Po chwilowym zamieszaniu udało się Austriakom odrzucić Prusaków i zadać im znaczne straty sięgające ok. 1 tys. ludzi, w tym ok. 200 zabitych. Zginęło wielu oficerów (w tym generałowie David Hans Christoph von Lüderlitz i Henning Ernst von Oertzen).
W tym czasie na stokach wzgórza Lovoš trwały zacięte walki, w których nieregularne oddziały chorwackie ukryte wśród winnic i zarośli zadawały duże straty pułkom pruskim. Obie strony kierowały na to skrzydło swoje posiłki. Prusacy jednak byli szybsi – uderzeniem na bagnety wyparli wyczerpanych już Chorwatów. Około godziny 14 oddziały pruskie wyszły wreszcie z labiryntu winnic i zarośli na otwartą przestrzeń. Doszło do regularnej walki piechoty, w której dała o sobie znać przewaga ognia Prusaków. W końcu wyparto Austriaków do Lovosic. W podpalonym ogniem artylerii miasteczku doszło do zaciętej walki ulicznej, w której przewagę uzyskali Prusacy zajmując je ok. godz. 15. Browne wycofał się w dobrym porządku zatrzymując niedaleko pola bitwy. Wyczerpani długotrwałą bitwą Prusacy nie ścigali jego wojsk.

## Epilog
Browne wycofał się z pola bitwy po to, aby zrealizować swój plan ratowania Sasów, co wymagało oderwania się od Prusaków. Po bitwie szybko zorganizowano korpus ratunkowy (ok. 6–7 tys. ludzi i 20 lekkich dział), który dotarł pod Pirnę 11 października, mając przed sobą zaskoczone siły pruskie liczące tylko ok. 4 tys. ludzi. Jednak plany rozbiły się o nieudolność dowództwa saskiego, zwłaszcza Augusta III i jego wszechwładnego ministra Brühla. Opóźniona przeprawa Sasów przez Łabę spowodowała, iż Prusacy zaczęli szybko ściągać w ten rejon posiłki, nie dopuszczając do połączenia z armią austriacką. Mimo przewagi liczebnej Sasi nie zdecydowali się nacierać, zaś stosunkowo małe siły Browna zagrożone przez Prusaków (12 października po południu w sile już 8 tys. ludzi) musiały 14 października wycofać się do Czech. W tej sytuacji Sasi postanowili 16 października kapitulować. Do pruskiej niewoli dostało się ok. 18 500 saskich żołnierzy w tym 14 009 piechurów, 3507 kawalerzystów i 917 artylerzystów.